# Романчук, Антонина Ивановна
Антонина Ивановна Романчук (род. 19 июня 1948, Пеля-Хованский сельсовет, Горьковская область) — российский политический деятель, депутат Государственной думы третьего созыва. 

## Биография
В 1972 закончила фармацевтический факультет Хабаровского государственного медицинского института.

### Депутат госдумы
19 декабря 1999 была избрана депутатом Государственной Думы РФ третьего созыва. В ГД в январе 2000 зарегистрировалась в депутатской фракции «Единство». С 28 января 2000 — член Комитета Государственной Думы по бюджету и налогам.